# Michael Ohnmacht

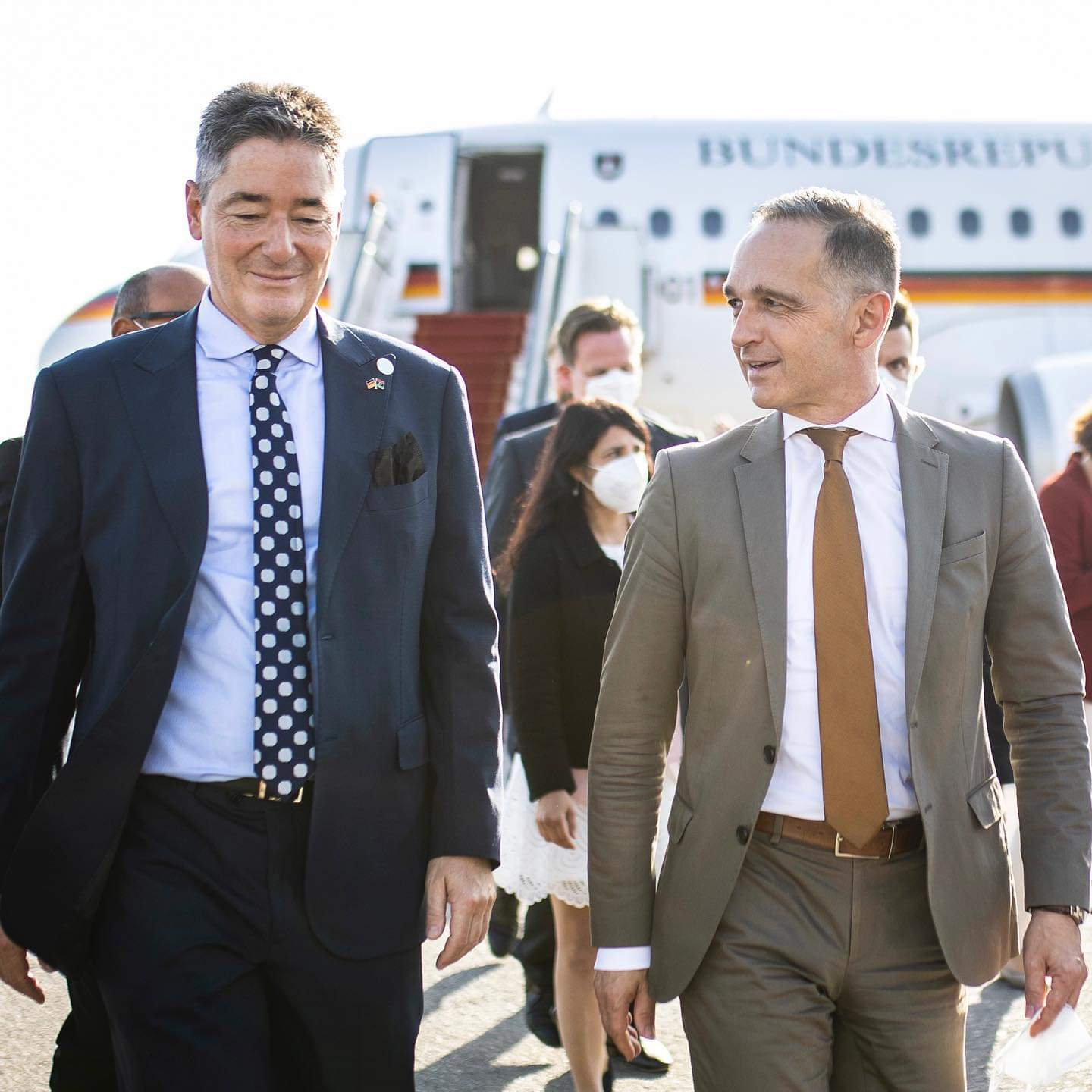
Michael Ohnmacht und Heiko Maas in Tripolis am 2. September 2021

Michael Ohnmacht (* 21. Januar 1970 in München) ist ein deutscher Diplomat. Er leitete von 2021 bis 2024 als außerordentlicher und bevollmächtigter Botschafter die deutsche Botschaft in Tripolis (Libyen).

## Leben
Ohnmacht wurde am 21. Januar 1970 in München geboren. Er ist verheiratet und hat drei Kinder.
Im Jahr 1989 legte Ohnmacht die Abiturprüfung ab und leistete daran anschließend von 1989 bis 1991 Zivildienst. Von 1991 bis 1997 studierte er Islamwissenschaft, orientalische Sprachen, öffentliches Recht und neuere und neueste Geschichte an den Universitäten Heidelberg, Damaskus (Syrien), Straßburg (Frankreich) und Freiburg.
Von 1994 bis 1997 war Ohnmacht als Parlamentsassistent eines deutschen Mitglieds des Europäischen Parlaments tätig. Im Jahr 1998 schloss sich eine Zeit als stellvertretender Referent in der Bertelsmann-Stiftung (Gütersloh) an.

## Laufbahn als Diplomat
Ohnmacht trat 1998 in den Auswärtigen Dienst ein und absolvierte zunächst bis zum Jahr 2000 den Vorbereitungsdienst für den höheren Auswärtigen Dienst an der seinerzeit noch in Bonn-Ippendorf befindlichen Aus- und Fortbildungsstätte des Auswärtigen Amtes. Seine direkt folgende erste Auslandsverwendung führte ihn als Referent für Politik, Presse und Kultur in das Vertretungsbüro der Bundesrepublik Deutschland bei der palästinensischen Autonomiebehörde in Ramallah. Im Jahr 2003 wechselte er in die Zentrale des Auswärtigen Amts in Berlin, wo er im Protokoll Staatsbesuche, offizielle Besuche und Arbeitsbesuche vorbereitete und betreute.
Im Jahr 2006 wurde Ohnmacht als Botschaftsrat für politische Angelegenheiten an die Botschaft Beirut versetzt. Von 2009 bis 2010 fungierte er dort auch als ständiger Vertreter des Botschafters. Im Jahr 2010 erfolgte eine Umsetzung in das Außenministerium Frankreichs, wo er stellvertretender Generalsekretär für die Französisch-Deutsche Zusammenarbeit und Berater des Französischen Europaministers Laurent Wauquiez wurde. Von 2013 bis 2017 war Ohnmacht ständiger Vertreter des Botschafters an der Botschaft Riad (Saudi-Arabien). Zurück in der Zentrale des Auswärtigen Amts leitete er von 2017 bis 2021 das Referat „Mittlerer Osten“. Von August 2021 bis Sommer 2024 war er Botschafter in Libyen. In seine Amtszeit in Libyen fiel unter anderem das Sturmtief Daniel, von dem der Osten des Landes mit über 10.000 Toten stark betroffen war.
Seit Sommer 2024 ist er als kommissarischer Geschäftsträger Leiter der EU-Delegation für Syrien mit Sitz in Brüssel. Zwei Wochen nach dem Umsturz in Syrien gab die Außenbeauftragte der EU, Kaja Kallas, am 16. Dezember 2024 bekannt, dass Ohnmacht seine Arbeit in Damaskus aufnehmen solle.